# Pogoń Szczecin (piłka nożna kobiet)
Pogoń Szczecin – polska żeńska drużyna piłki nożnej występująca w Ekstralidze, mistrz Polski w sezonie 2023/2024; od sezonu 2022/23 sekcja klubu Pogoń Szczecin. 

## Historia

### TKKF Gryf Szczecin/Pogoń Women Szczecin
Powstał w 2002 jako TKKF Gryf Szczecin, rozpoczynając grę od rozgrywek II ligi. W 2007 zespół awansował do I ligi, a w 2010 nastąpił historyczny awans do Ekstraligi. W tym samym roku drużyna zmieniła również nazwę na Pogoń Women Szczecin. Trzykrotny finalista Pucharu Polski. Klub rozpadł się w marcu 2013, z powodów finansowych nie przystąpił do rozgrywek.

### Pogoń Szczecin
W maju 2022 kobieca sekcja piłki nożnej Pogoni Szczecin została reaktywowana poprzez połączenie jej z Olimpią Szczecin. Pierwszym trenerem reaktywowanej drużyny został Robert Dymkowski, a prezesem jeden z założycieli Olimpii Szczecin – Maciej Buryta.

#### Sezon 2022/2023
Pierwszy ligowy mecz po reaktywacji drużyna rozegrała 13 sierpnia 2022 z Medykiem Konin wygrywając 2:0. W sezonie 2022/2023 Pogoń uplasowała się na 5. miejscu Ekstraligi z 37 punktami i bilansem 12 zwycięstw, 1 remisu i 9 przegranych meczów.

#### Sezon 2023/2024
Z powodu choroby Robert Dymkowski zrezygnował z trenowania kobiecej Pogoni. W lipcu 2023 nowym prezesem kobiecej Pogoni został Artur Dmowski, który zastąpił na tej funkcji Macieja Burytę. 18 lipca 2023 w funkcji trenera zastąpił go Piotr Łęczyński. Pierwszy ligowy mecz drużyna rozegrała 19 sierpnia wygrywając z AZS UJ Kraków 2:1. 16 marca 2024 Pogoń po raz pierwszy rozegrała mecz na obiekcie im. Floriana Krygiera przy ul. Twardowskiego grając przeciwko Śląskowi Wrocław. W sezonie 2023/2024 drużyna wywalczyła tytuł mistrzyń Polski wygrywając w finale z GKS Katowice. W czerwcu 2024 piłkarki Pogoni: Martyna Brodzik, Natalia Oleszkiewicz i Natalia Radkiewicz zostały powołane na zgrupowanie reprezentacji Polski. W lipcu tego samego roku Emilia Zdunek i Martyna Brodzik znalazły się w ostatecznej kadrze kobiecej reprezentacji Polski na mecze eliminacyjne do Mistrzostw Europy w 2025.

#### Sezon 2024/2025
Po zakończeniu sezonu z drużyny odeszły Sandra Zimoch, Natalia Leśniewska, Marianna Litwiniec, Patrycja Michalczyk, Zoe Maxwell i Jagoda Sapor. Do zespołu dołączyły natomiast reprezentantka Grecji Androniki Michalopoulu, reprezentantka Słowenii Luana Zajmi oraz defensorka Alexis Legowski, a także Maja Leśkiewicz, Lena Świrska i Kinga Nowak z drużyny młodzieżowej. Sezon rozpoczęły od wygranej z Górnikiem Łęczną 5:2. Po meczu Emilia Zdunek została ogłoszona najlepszą piłkarką 1. kolejki Orlen Ekstraligi. Drużyna Pogoni zajęła III miejsce w Ekstralidze kobiet, a także została finalistą Pucharu Polski.

## Sukcesy
- Mistrzostwo Polski kobiet:
  -  Mistrz Polski (1x): 2023/24
  -  Trzecie miejsce (1x): 2024/25
- Pucharu Polski kobiet:
  -  Finalista (4x):  2008/09, 2009/10, 2010/11, 2024/2025[22]

## Zawodniczki

### Obecny skład
Stan na 16 sierpnia 2024
| Nr | Poz. | Piłkarz                 |
| -- | ---- | ----------------------- |
| 3  | OB   | Androniki Michalopulu   |
| 4  | OB   | Alexis Legowski         |
| 5  | PO   | Zofia Giętkowska        |
| 6  | PO   | Martyna Brodzik         |
| 7  | NA   | Zuzanna Rybińska        |
| 8  | OB   | Weronika Szymaszek      |
| 9  | PO   | Jaylen Crim             |
| 10 | PO   | Emilia Zdunek (kapitan) |
| 11 | NA   | Natalia Oleszkiewicz    |
| 14 | OB   | Alicja Dyguś            |
| 15 | OB   | Julia Brzozowska        |
| 17 | PO   | Agnieszka Garbowska     |

| Nr | Poz. | Piłkarz                |
| -- | ---- | ---------------------- |
| 18 | OB   | Zuzanna Radochońska    |
| 19 | NA   | Kornelia Okoniewska    |
| 20 | PO   | Maja Leśkiewicz        |
| 21 | OB   | Kinga Nowak            |
| 22 | OB   | Kinga Bużan            |
| 24 | PO   | Luana Zajmi            |
| 27 | PO   | Aleksandra Kuśmierczyk |
| 29 | PO   | Lena Świrska           |
| 33 | PO   | Karolina Łaniewska     |
| 72 | PO   | Noemi Zienterska       |
| 94 | BR   | Anna Palińska          |
| 99 | BR   | Natalia Radkiewicz     |

## Sztab trenerski
| Funkcja                             | Imię i nazwisko    |
| ----------------------------------- | ------------------ |
| Trener                              | Piotr Łęczyński    |
| II Trener                           | Marcin Kochanowski |
| Trener ds. przygotowania fizycznego | Sebastian Nagel    |
| Fizjoterapeuta                      | Jakub Szlaski      |

Stan na 15 lipca 2025 roku.

## Trenerzy
| Lp. | Imię i nazwisko  | Okres urzędowania | Okres urzędowania |
| --- | ---------------- | ----------------- | ----------------- |
| 1.  | Robert Dymkowski | 28.06.2022        | 17.07.2023        |
| 2.  | Piotr Łęczyński  | 18.07.2023        | nadal             |